# Tobii Technology
Tobii (ранее известная под названием Tobii Technology AB) — шведская компания, занимающая высокотехнологичными проектами, разрабатывает и продаёт продукты для отслеживания направления взгляда и управления с помощью глаз.

## История
John Elvesjo, Mårten Skogö и Henrik Eskilsson основали компанию в 2001 г. Все три основателя активно участвуют в работе компании: Henrik Eskilsson — исполнительный директор, John Elvesjö — вице-президент и технический директор, а Mårten Skogö — директор по разработкам. Tobii Group состоит из трёх подразделений: Tobii Dynavox (образовано после приобретения американской компании DynaVox), Tobii Pro, и Tobii Tech. Штаб-квартира Tobii находится в столице Швеции Стокгольме, а филиалы в США, Японии, в Китае, в Германии и в Норвегии. Tobii впервые вышла на открытые торги 22 апреля 2015 г., на Стокгольмской фондовой бирже.
В 2007 г. компания привлекла инвестиции в размере 14 миллионов долларов США от Growth Capital. В мае 2009 г. инвесторы Amadeus Capital Partners и Northzone Ventures дополнительно вложили в Tobii 16 миллионов долларов США.
В начале 2008 г., Tobii вместе с компанией Myra Industriell Design стали лауреатами премии Swedish Grand Award of Design за разработку и дизайн экранов, управляемых взглядом. В 2010 г. Tobii стала обладательницей награды SIME Grand Prize за самую инновационную технологическую концепцию. В 2011 г. Tobii Glasses выиграли Red dot design award, международное соревнование в области промышленного дизайна, а позже в этом же году Tobii получили премию Bully Award. В 2012 г. команда Tobii увезла домой награду за лучший прототип устройства на международной выставке потребительской электроники CES 2012, а журнал Laptop Magazine объявил Tobii победителем в категории «лучшая новая технология» В 2012 г. Intel Capital вложил в компанию 21 миллион долларов США.

## Продукция
Продукция Tobii реализуется напрямую и через дистрибьюторов и партнёров по всему миру. Люди с ограниченными возможностями используют для общения устройства и языковые инструменты Tobii Dynavox (устройства дополняющей и альтернативной коммуникации). Из-за своей высокой цены такие устройства часто становятся целью благотворительных сборов.
Продукция Tobii Pros широко используется в науке, а также для маркетинговых исследований и разработок по улучшению удобства использования других коммерческих продуктов. Tobii Tech — это бизнес-подразделение, которое вместе с остальными занимается интеграцией технологий отслеживания направления взгляда и управления взглядом в различных промышленных сферах и областях, таких как прогрессивная помощь водителю, домашние компьютеры и компьютерные игры.
На выставке потребительской электроники CES 2012 было продемонстрировано Tobii Gaze, инфракрасное устройство по отслеживанию направления взгляда, позволяющее пользователям взаимодействовать с обычным компьютером при помощи глаз.
В 2014 г, Tobii совместно с датской компанией SteelSeries выпустила свои первые потребительские устройства — Tobii EyeX и SteelSeries Sentry Eye Tracker. Несколько видеоигр от ведущих издателей вышли в 2015—2016 гг. уже с реализованной поддержкой устройств Tobii.

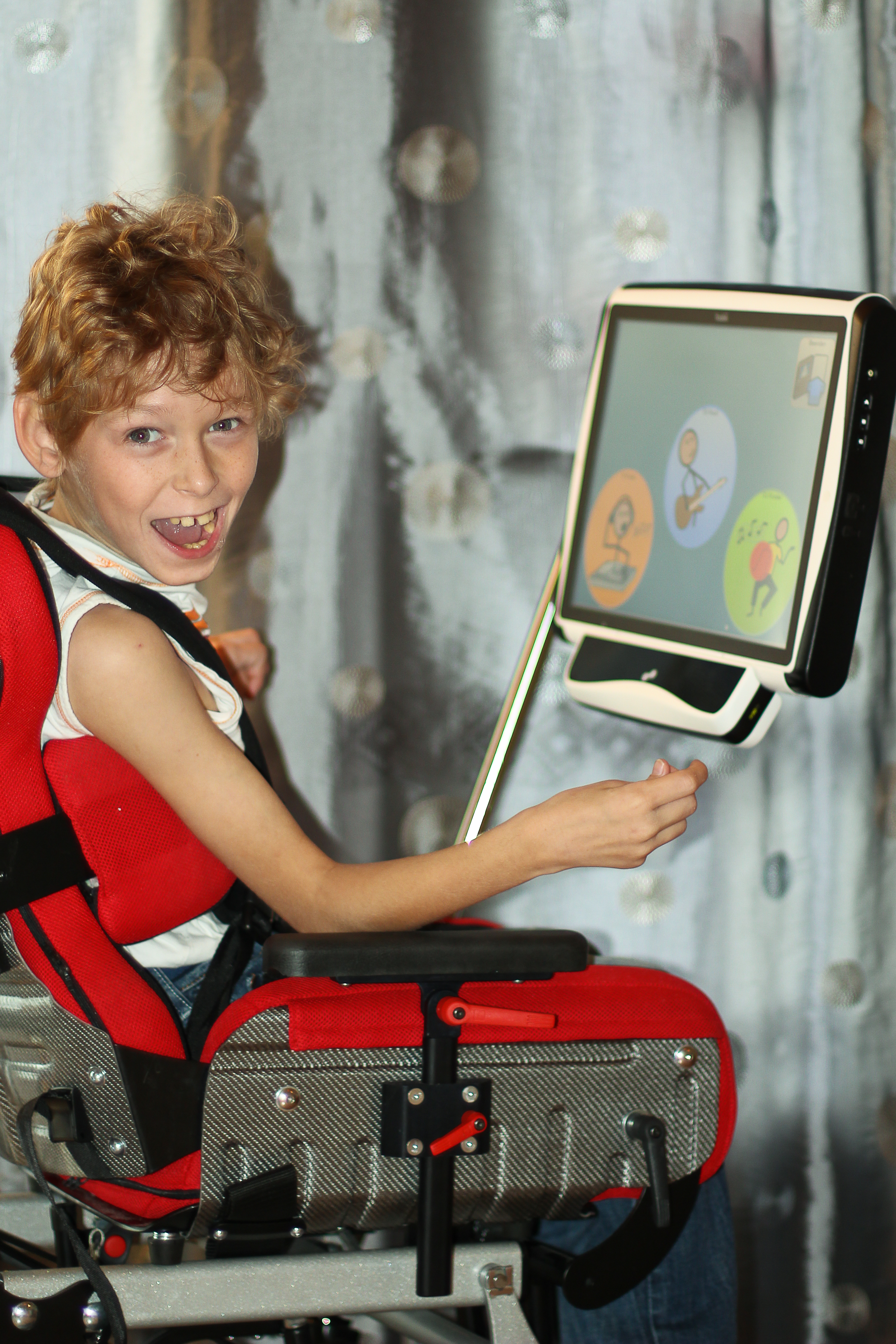
Устройство Tobii.
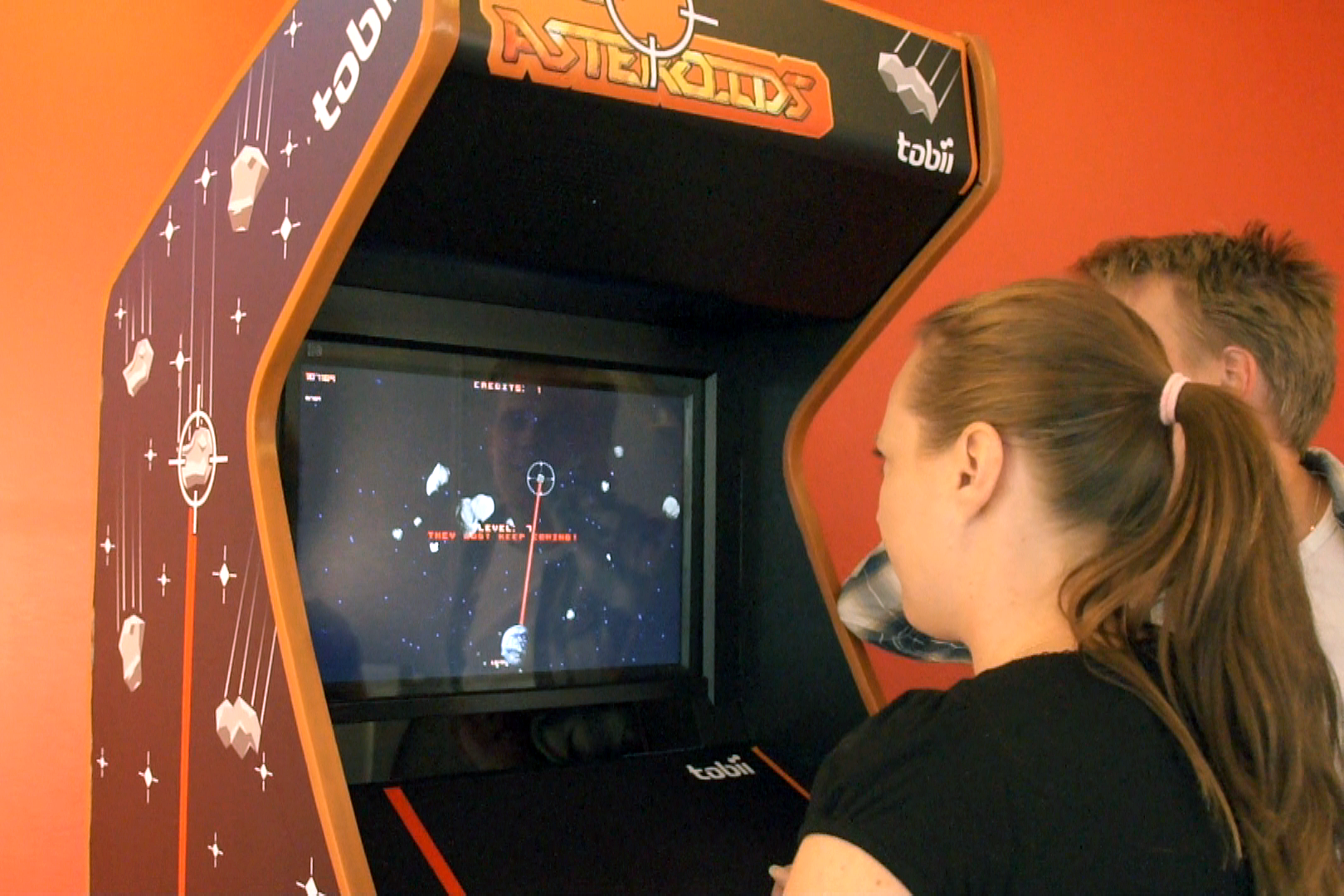
Аркадная игра EyeAsteroids, управляемая с помощью Tobii.
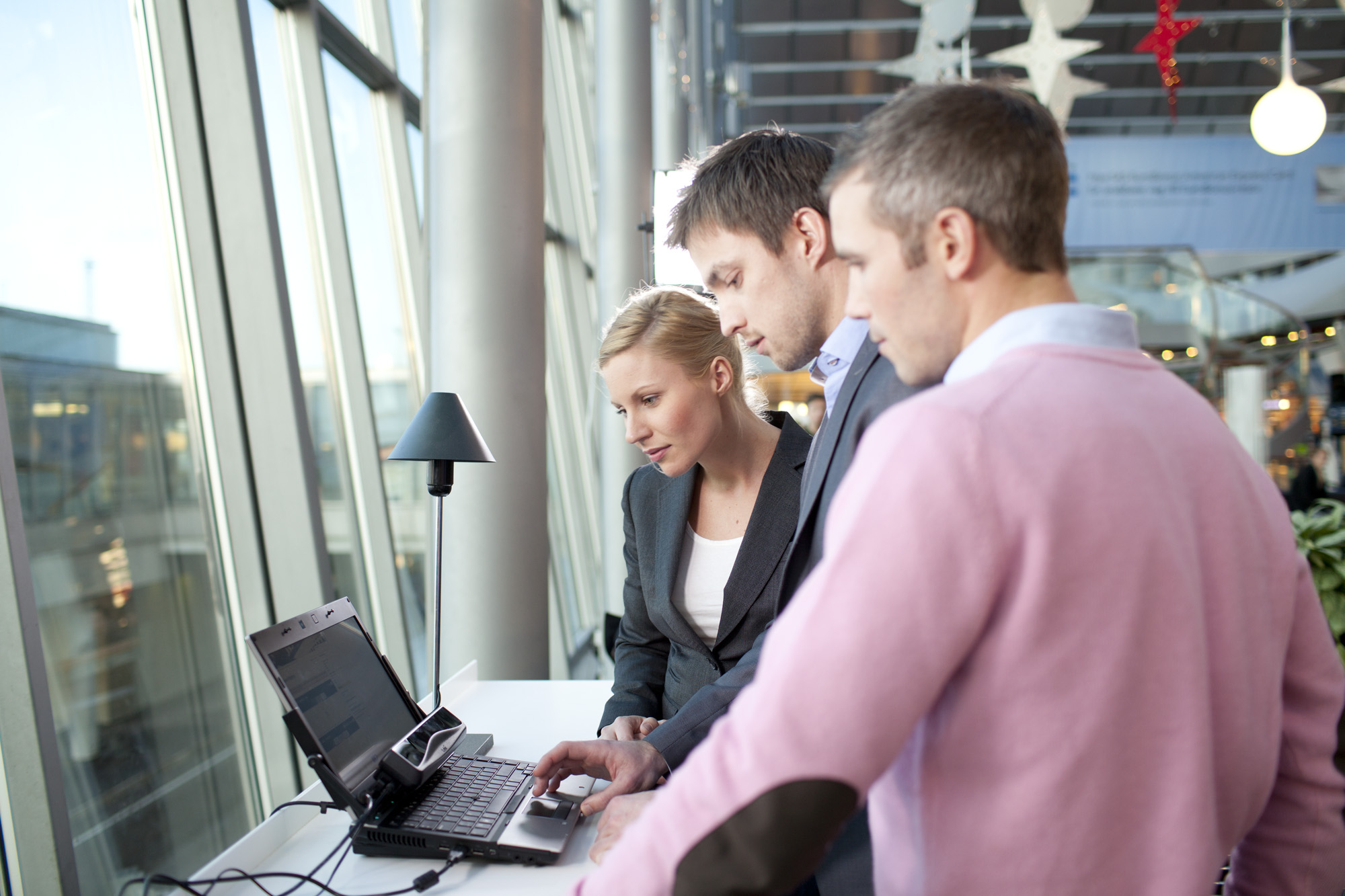
Демонстрация Tobii X1 Light Eye Tracker в 2012 г. для  передвижных лабораторий.